# Santa Maria de Merola
Santa Maria de Merola és un antiga parròquia i nucli disseminat del municipi de Puig-reig, al Berguedà.

## Història
El lloc de Merola és documentat com a fortalesa des del 983, i formava part del terme casteller de castell de Puig-reig en els segles IX i X. Era habitat per pagesos alouers. L'església romànica de Santa Maria de Merola és documentada el 1050, de la qual es conserven només unes restes incompletes. Els senyors de Merola, documentats des de mitjan segle xi, van construir el Castell de Merola al segle xii, del qual només en resta el mur de tramuntana de la torre d'homenatge.
Al segle xvii es va construir una nova església parroquial, actualment sense culte regular i força descuidada.
L'any 1855 la població de la parròquia de Merola era de 21 llars o famílies (124 habitants), segons informava el rector de Puig-reig a instàncies d'un requeriment dels seus superiors de la diòcesi de Solsona per conèixer el nombre de famílies del terme parroquial.
Merola era un lloc que havia tingut batlles. Les masies que actualment es troben en aquesta zona (algunes deshabitades) són: Cal Circuns, Casa Gran de Cal Riera o Cal Gregori, Sobirana, el Putxot, la Serreta, cal Gepet, cal Mingo, l'Hostal de la Granota, el Grapal, cal Vila, l'Alzina de Merola, Vilafresca.